# Xã Bushkill, Quận Northampton, Pennsylvania
Xã Bushkill (tiếng Anh: Bushkill Township) là một xã thuộc quận Northampton, tiểu bang Pennsylvania, Hoa Kỳ. Năm 2010, dân số của xã này là 8.178 người.